# كوماكغين
كوماكغين هي بلدية في اليابان، وبلدة في اليابان، تقع في إهيمه، ومقاطعة كاميوكينا، بلغ عدد سكانها 7,821 نسمة وذلك حسب إحصائيات سنة 2018، تبلغ مساحتها 583.69 كيلومتر مربع.

## أعلام
- هيروشي فوجيوكا